# Орарь

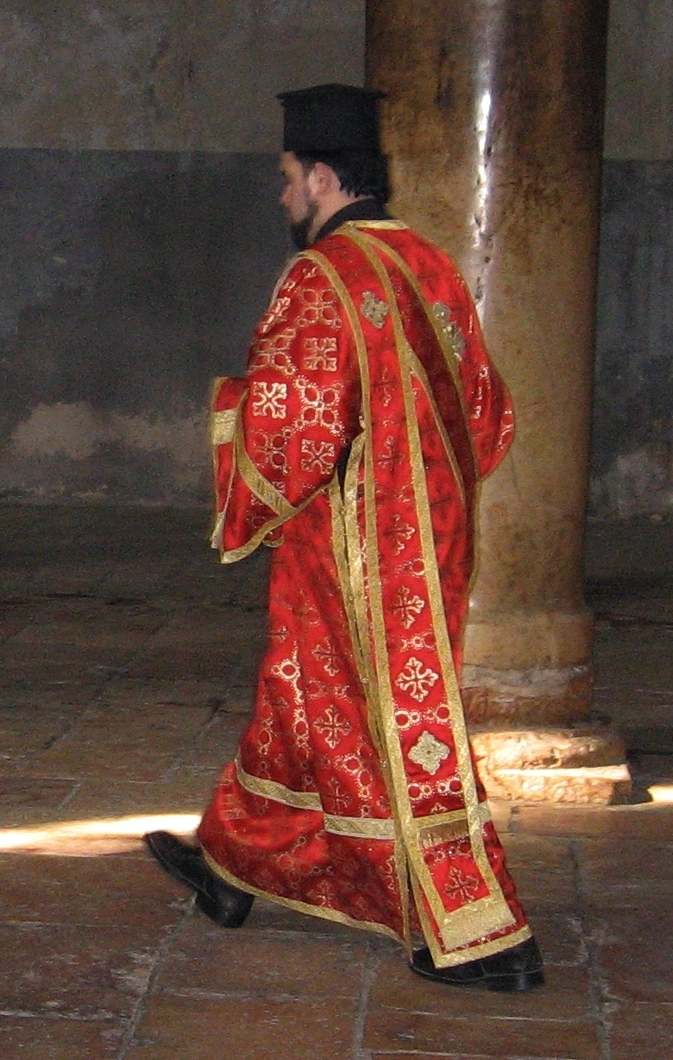
Двойной орарь на плече диакона Греческой православной церкви

Ора́рь, тж. устар. орарий (греч. ὀράριον, от лат. orare — молиться, или лат. os — уста; также от греч. ωρα — время) — в различных христианских конфессиях принадлежность богослужебного облачения диакона и иподиакона — длинная узкая лента из парчовой или иной цветной ткани. В Православных церквях орарь на левом плече носят диаконы, включая протодиаконов (и соответствующие им в чёрном духовенстве иеродиаконы и архидиаконы), а также иподиаконы (только крест-накрест).

## История и символическое значение
Историки богослужебного облачения полагают, что в новозаветной Церкви орарь возник из убру́са (полотенца), которым в ветхозаветных синагогах с возвышенного места давали знак возглашать «Аминь» при чтении Писания.
Орарь символизирует ангельские крыла, а сам диакон как бы уподобляется ангелу, готовому исполнять волю Божию. Кроме того, орарь является символическим изображением благодатных дарований диакона как священнослужителя.
Орарь содержит золочёные изображения крестов и слова СТЪ (свят).

## Облачение в орарь
Первое облачение в орарь происходит во время хиротесии во иподиакона. После того как другие иподиаконы облачат новопосвященного в стихарь, они подносят архиерею орарь. Архиерей осеняет орарь крестным знамением, затем посвящаемый целует его и руку архиерея, и иподиаконы опоясывают посвящаемого крестообразно.
При хиротонии иподиакона в диакона другие иподиаконы снимают орарь, которым он прежде был препоясан, и архиерей возлагает ему орарь на левое плечо, громко произнося: «Аксиос» (греч. «Достоин»).
Диакон и иподиакон в Православной Церкви носят орарь поверх стихаря только после благословения, которое получается у священника перед богослужением. Для этого, после троекратного крестного знамения с поклонами Кресту Господню, стихарь и орарь складываются особым образом (у диакона в облачение входят и поручи) и подносятся к священнику со словами: «Благослови, владыко, стихарь со орарем». После благословения в форме священнического крестного знамения диакон и иподиакон облачаются.

## Ношение ораря

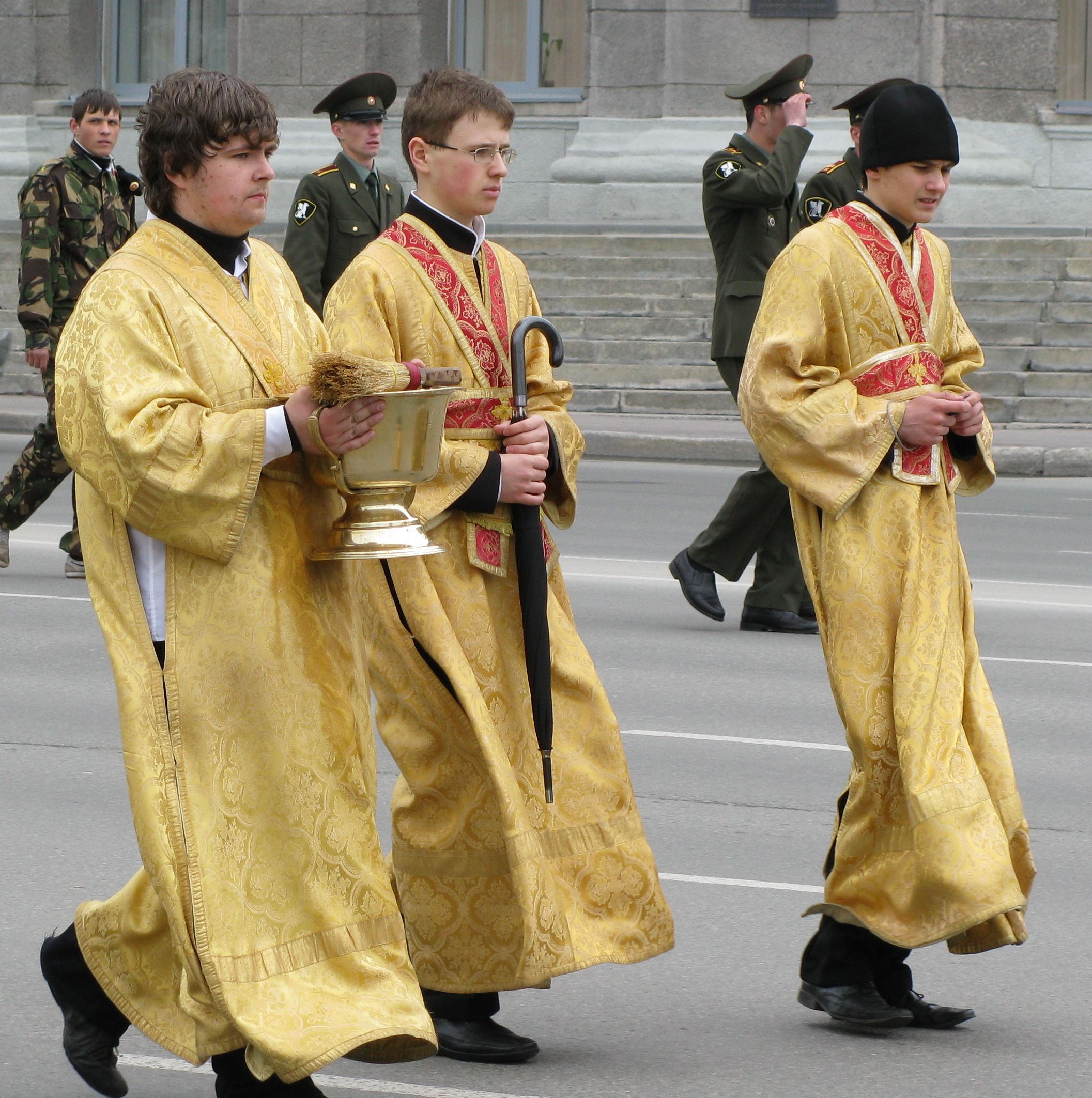
Иподиаконы в орарях

Иподиаконы в Православной Церкви носят орарь, крестообразно препоясываясь им. Орарь при этом надевается так, что его середина оказывается спереди на животе, а оба его конца сначала перекладываются на спину с обеих сторон, затем пересекаются на спине крест-накрест, а затем через плечи перекладываются на грудь и там пересекаются ещё раз.
Диаконы носят орарь на левом плече, так что один конец спускается на грудь, а другой на спину почти до самого пола. Орарь крепится петлёй на пуговице на левом плече стихаря, почти у самой шеи, а концы его свободно свисают вниз. Крестообразно же диакон препоясывается орарём во время совершения Божественной литургии после молитвы «Отче наш», а также традиционно по окончании литургии, когда потребляет Святые Дары.
Как и другие богослужебные облачения, орари бывают различных цветов (каждый из них имеет своё символическое значение) и надеваются в зависимости от дня, в который совершается богослужение.
В Русской православной церкви орарь надевается только поверх стихаря. В Элладской православной церкви, а также других Церквях греческой традиции, помогая священнику совершать требы (молебен, крещение, отпевание и т. д.) диакон, как и иподиакон, может надевать орарь не на стихарь, а сразу на подрясник.
В Русской церкви существует неофициальная практика преподания старшим или опытным алтарникам благословения на ношение ораря, который они носят только крестообразно, как иподиаконы. Однако такие алтарники, исполняя за богослужением функции иподиаконов, не имеют права  прикасаться к престолу и жертвеннику и в определённые моменты входить в алтарь через Царские врата. Эту не имеющую официального статуса «награду» обычно благословляют архиереи своим помощникам при нехватке прошедших хиротесию иподиаконов, а иногда негласно настоятелями некоторых приходов.

## Двойной орарь
В Русской православной церкви диакону после пяти лет служения полагается первая награда — право ношения двойного ораря (хотя по усмотрению архиерея награждение может быть проведено и раньше). Двойной орарь представляет собой фактически соединение двух орарей, у первого из которых один конец свободно свисает за спиной почти до пола, а второй конец спускается от левого плеча к правому бедру, где соединяется (сшивается) с концом второго ораря, поднимающимся от правого бедра за спиной к левому плечу и далее свободно свисающим на груди почти до пола. В Русской Православной Церкви известны две разновидности двойного ораря: в одной концы двух орарей на правом бедре срезаны по диагонали и сшиты так, что их соединение представляет собой латинскую букву V, а в другой, встречающейся реже, концы двух орарей сшиты внахлёст.
Архидиаконы и протодиаконы носят протодиаконский орарь, отличающийся от обычного двойного бо́льшей — в полтора, а то и два раза — шириной, наличием на нём девяти (а не семи, как на простом и двойном орарях) крестов и ангельских слов «Свят, свят, свят», а также богатой вышивкой.
Двойным орарём в Русской церкви крестообразно не препоясываются.
В Поместных православных Церквях греческой традиции (а также в Грузинской православной церкви) ношение двойного ораря является привилегией всех диаконов, причём орарь там не называется двойным и представляет собой просто прямую ленту двойной длины. При этом крестообразное препоясывание таким орарём возможно и практикуется.
В Армянской апостольской церкви практики ношения двойного ораря нет.